# 五十嵐暁郎
五十嵐 暁郎（いがらし あきお、1946年7月14日 - ）は、日本の政治学者。専門は日本政治論。立教大学名誉教授。新潟県出身。

## 経歴
略歴は以下のとおり。

### 学歴
- 1965年3月 - 東京都立九段高等学校卒業
- 1970年3月 - 早稲田大学法学部卒業
- 1973年3月 - 東京教育大学大学院文学研究科修士課程法律政治学専攻修了
- 1976年3月 - 東京教育大学大学院文学研究科博士後期課程修了

### 職歴
- 1975年4月 - 立教大学法学部助手
- 1977年4月 - 神奈川大学法学部専任講師
- 1980年4月 - 立教大学法学部助教授
- 1987年4月 - 立教大学法学部教授
- 2012年3月 - 立教大学定年退職
- 2012年4月 - 立教大学名誉教授

## 著書

### 単著
- 『民主化時代の韓国――政治と社会はどう変わったか 1987-1992』（世織書房, 1993年）
- 『新・アジアのドラマ―ポスト冷戦・高度経済成長の光と影』（潮出版社，1995年）
- 『明治維新の思想』（世織書房, 1996年）
- 『象徴天皇の現在―政治・文化・宗教の視点から』（世織書房，2008年）
- 『日本政治論』（岩波書店，2010年）

### 共著
- （新潟日報報道部）『田中角栄、ロンググッドバイ』（潮出版社, 1995年）

### 編著
- 『『北一輝』論集』（三一書房, 1979年）
- 『変容するアジアと日本――アジア社会に浸透する日本のポピュラーカルチャー』（世織書房, 1998年）

### 共編著
- （佐々木寛・高原明生）『東アジア安全保障の新展開』（明石書店, 2005年）
- （宮島喬）『平和とコミュニティ――平和研究のフロンティア』（明石書店, 2007年）
- （佐々木寛・福山清蔵）『地方自治体の安全保障』（明石書店，2010年）
- （キャロル・グラック）『思想史としての現代日本』（岩波書店,2016年）

### 訳書
- ケネス・B・パイル『新世代の国家像――明治における欧化と国粋』（社会思想社, 1986年）

## 関連人物
- 大塚国夫 - 俳優、声優。同郷かつ高校の先輩。
- 石塚泰久 - 防衛官僚。同郷かつ高校の後輩。